# Vịt Harlequin

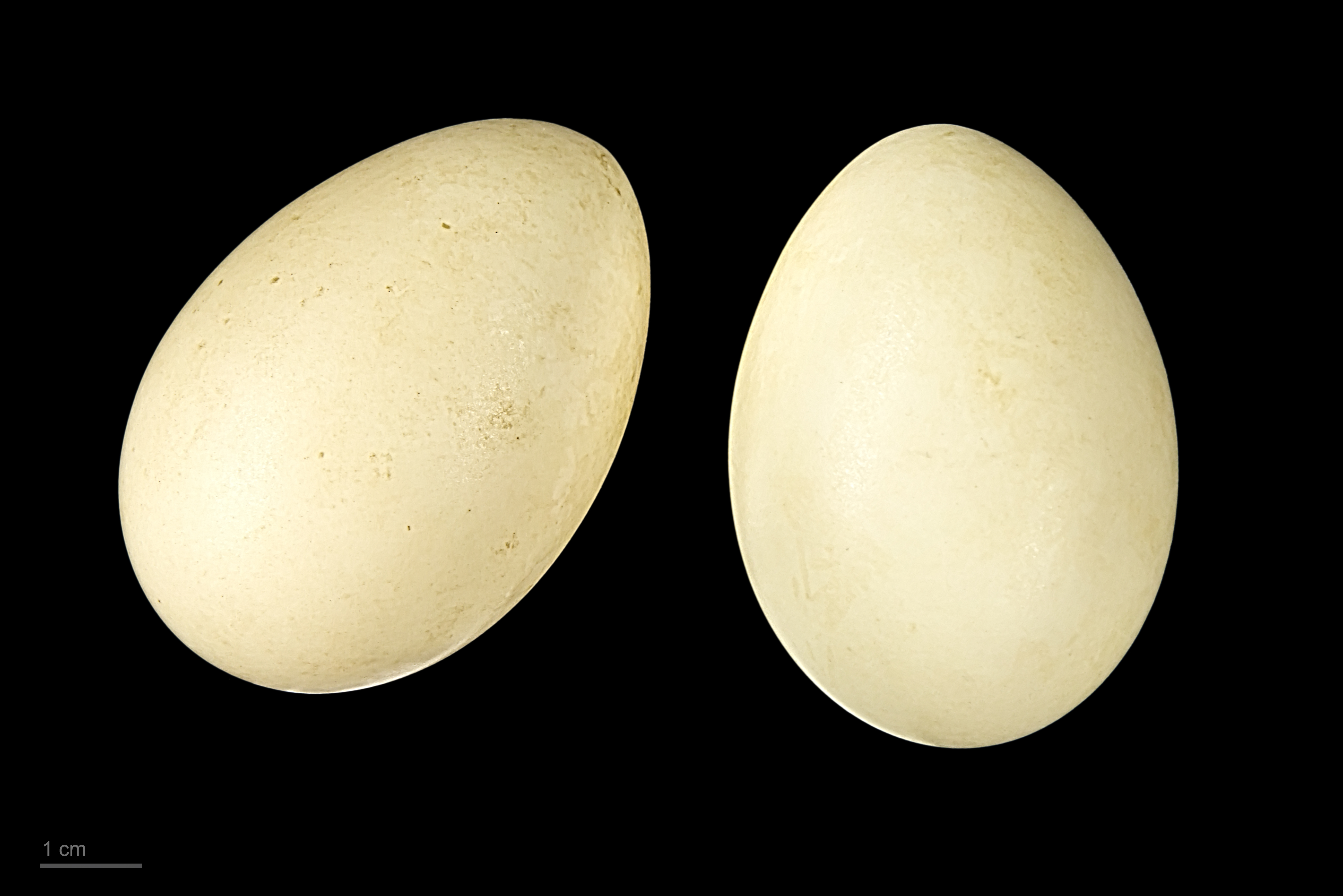
Histrionicus histrionicus

Vịt hề, tên khoa học Histrionicus histrionicus, là một loài chim trong họ Vịt.

## Phân loài
- H. h. pacificus (Brooks, 1915) (disputed)
- H. h. histrionicus (Linnaeus, 1758)